# Чорний Дунаєць (гміна)
Гміна Чорний Дунаєць (пол. Gmina Czarny Dunajec) — місько-сільська гміна у південній Польщі. Належить до Новотарського повіту Малопольського воєводства.
Станом на 31 грудня 2011 у гміні проживало 21959 осіб.

## Площа
Згідно з даними за 2007 рік площа гміни становила 218.34 км², у тому числі:
- орні землі: 74.00%
- ліси: 15.00%

Таким чином, площа гміни становить 14.81% площі повіту.

## Населення
Станом на 31 грудня 2011:
| Опис     | Загалом | Загалом | Чоловіки | Чоловіки | Жінки | Жінки |
| -------- | ------- | ------- | -------- | -------- | ----- | ----- |
| одиниця  | осіб    | %       | осіб     | %        | осіб  | %     |
| все      | 21959   | 100     | 10768    | 49.04    | 11191 | 50.96 |
| міське   | 0       | 100     | 0        |          | 0     |       |
| сільське | 21959   | 100     | 10768    | 49.04    | 11191 | 50.96 |

## Солтиства
Хохолув, Ціхе, Чорний Дунаєць, Червєнне, Дзял, Конювка, Одрованж, Пєкєльнік, Пєнянжковіце, Подчервоне, Подшклє, Ратулув, Старе Бистре, Вроблювка, Залучне.
Села без статусу солтиства: Бжухаче, Храца, Гурни Млин, Шелігувка.

## Сусідні гміни
Гміна Чорний Дунаєць межує з такими гмінами: Білий Дунаєць, Косьцелісько, Новий Тарґ, Поронін, Раба-Вижна, Шафляри, Яблонка.